# Waverly (Florida)
Waverly es un lugar designado por el censo ubicado en Polk en el estado estadounidense de Florida. En el Censo de 2010 tenía una población de 767 habitantes y una densidad poblacional de 186,84 personas por km².

## Geografía
Waverly se encuentra ubicado en las coordenadas 27°59′7″N 81°37′31″O / 27.98528, -81.62528. Según la Oficina del Censo de los Estados Unidos, Waverly tiene una superficie total de 4.11 km², de la cual 3.87 km² corresponden a tierra firme y (5.62%) 0.23 km² es agua.

## Demografía
Según el censo de 2010, había 767 personas residiendo en Waverly. La densidad de población era de 186,84 hab./km². De los 767 habitantes, Waverly estaba compuesto por el 46.02% blancos, el 45.76% eran afroamericanos, el 1.69% eran amerindios, el 0% eran asiáticos, el 0% eran isleños del Pacífico, el 6.26% eran de otras razas y el 0.26% pertenecían a dos o más razas. Del total de la población el 8.34% eran hispanos o latinos de cualquier raza.